# Mare de Déu de la Consolació de Gratallops
La Mare de Déu de la Consolació de Gratallops és una ermita al municipi de Gratallops (Priorat) protegida com a bé cultural d'interès local.
Es troba al cim d'un turó de llicorella, molt a prop del coll de la Vaca, on s'ajunten els territoris de Gratallops i la Vilella Alta. Una renglera de xiprers vetllen actualment l'ermita on es venera la Mare de Déu de la Consolació, patrona de Gratallops i de gran devoció a la comarca del Priorat. L'ermita resta tancada al públic però el diumenge posterior al dia 15 d'agost, s'hi celebra un aplec i un dinar de germanor. Té uns Goigs dedicats que canten «Ja que molt gran és Senyora / la vostra intercessió / Siau nostra protectora / Verge de Consolació».
Des de l'ermita es gaudeix d'unes vistes excel·lents del cor del Priorat i la serra de Montsant, així com dels costers de vinyes velles d'on s'obtenen els raïms del preuat vi L'Ermita.

## Arquitectura
Es tracta d'una construcció (444 m) caracteritzada per una gran heterogeneïtat estilística. La capçalera i mitja nau són d'origen romànic, molt treballades i construïdes. L'absis fou ampliat lateralment, i avui és convertit en cambra de la Verge de la Consolació. L'interior és enguixat. La part gòtica, més alta té dues naus, una central i una lateral, amb una capella al costat oposat a aquesta darrera. La volta és de creueria feta amb pedra, i la resta amb reble. Un cor amb un arc rebaixat ha desaparegut. El conjunt presenta diverses construccions adossades, destinades a l'ermita i d'èpoques diferents, les darreres de les quals són del segle xix. Els murs són de pedra vista i morter, amb obra de maó i en algun sector, i d'altres enguixats. L'ermita té un petit campanar d'espadanya.

## Història
No hi ha dades corresponents al període romànic, encara que l'absis és ben aparent. Les obres de reforma empreses el segle xvi corresponen al sector gòtic. Foren promogudes per l'abat Pere Doménec, fill de Gratallops, abat de Vilabertran, canonge de Barcelona i Nunci d'Espanya i Portugal a Roma prop del Sant Pare, que el 1544 li canvià l'antic nom per l'actual, i dotà l'ermita d'un cert nombre de quadres i retaules avui desapareguts. Va finançar l'ampliació de l'ermita de la Consolació (que fins aleshores era sota l'advocació de Gràcia), i regalà diversos objectes litúrgics, desapareguts el 1936, quan va ser cremada en dues ocasions durant la guerra civil. El 1947 l'ermita fou reconstruïda i reoberta al culte.
Durant la guerra d'independència s'hi aplegà el sometent del Priorat, cridat pel Prior de Scala Dei. Durant la darrera guerra civil espanyola fou cremada i molt malmesa. Actualment, està en marxa un projecte de reconstrucció i revalorització a cura dels serveis tècnics de l'Arquebisbat de Tarragona. De fet, l'ermita ha estat profanada, malmesa i abandonada diverses vegades, principalment en les guerres i disturbis. Ja l'any 1811, durant la Guerra del Francès, l'església va ser profanada i quedà molt deteriorada. L'any 1933, un incendi va destruir el cambril, però la imatge de la Mare de Déu es va salvar de les flames, la qual cosa no fou possible el 27 de juliol de 1936, quan va ser cremada junt amb els altars, bancs, ornaments, i altres objectes de fusta del santuari. La imatge que hi ha avui dia al seu interior és una còpia de la que va ser malmesa.
Es desconeix la data de consagració, tot i que la part posterior amb l'absis és d'estil romànic, i per aquest motiu es podria situar la construcció cap al segle xiii. Al llarg del temps, l'ermita va ser destruida unes quantes vegades. Una segona part afegida el 1544 va donar a la planta forma de creu llatina, construïda en un estil de transició del Gòtic al Renaixement. L'arquebisbe de Tarragona, el cardenal Jeroni Dòria n'autoritzà l'ampliació.

## Galeria d'imatges

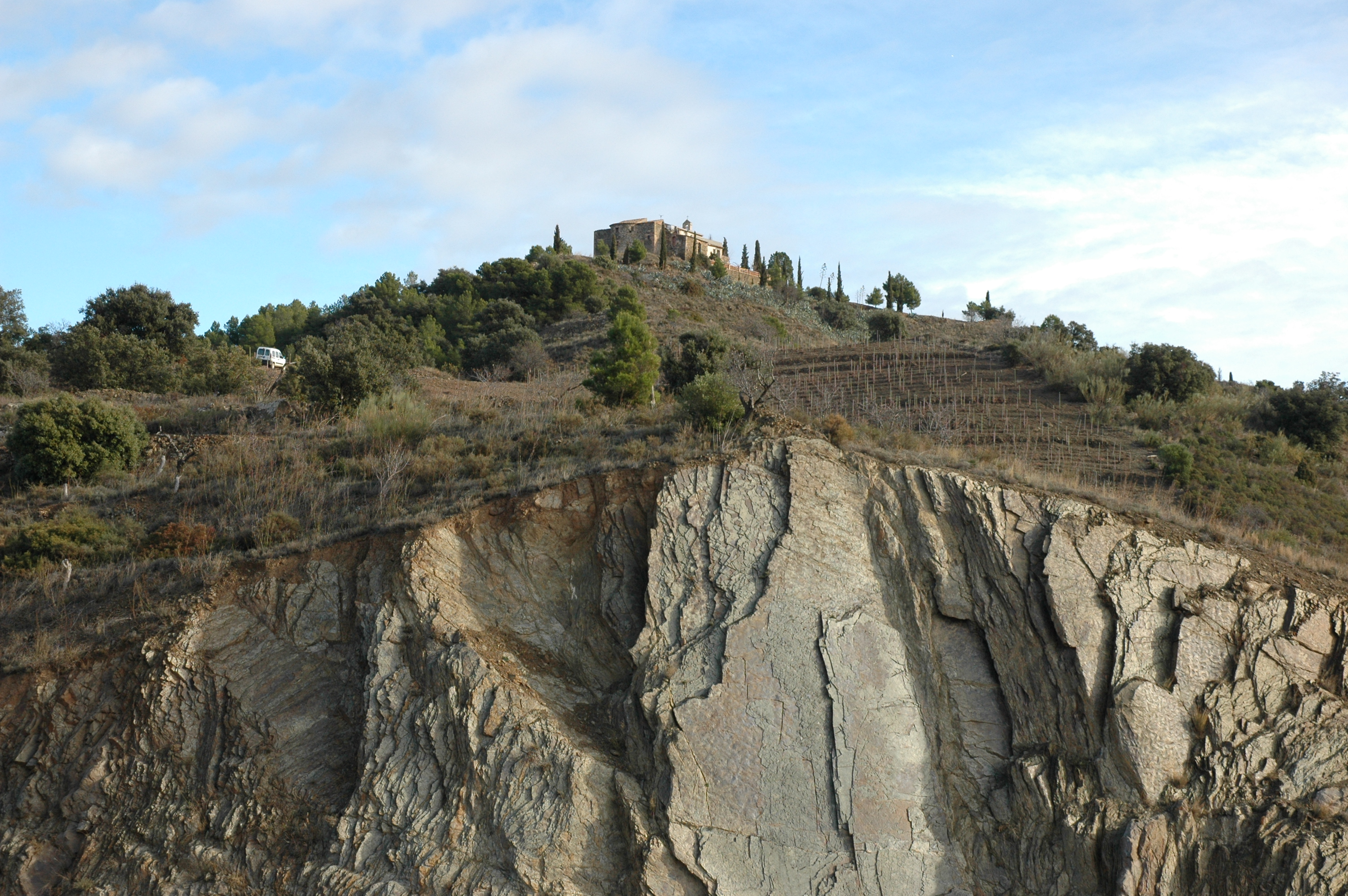
L'ermita al cim des del coll de la Vaca. La pedra de llicorella en un primer pla
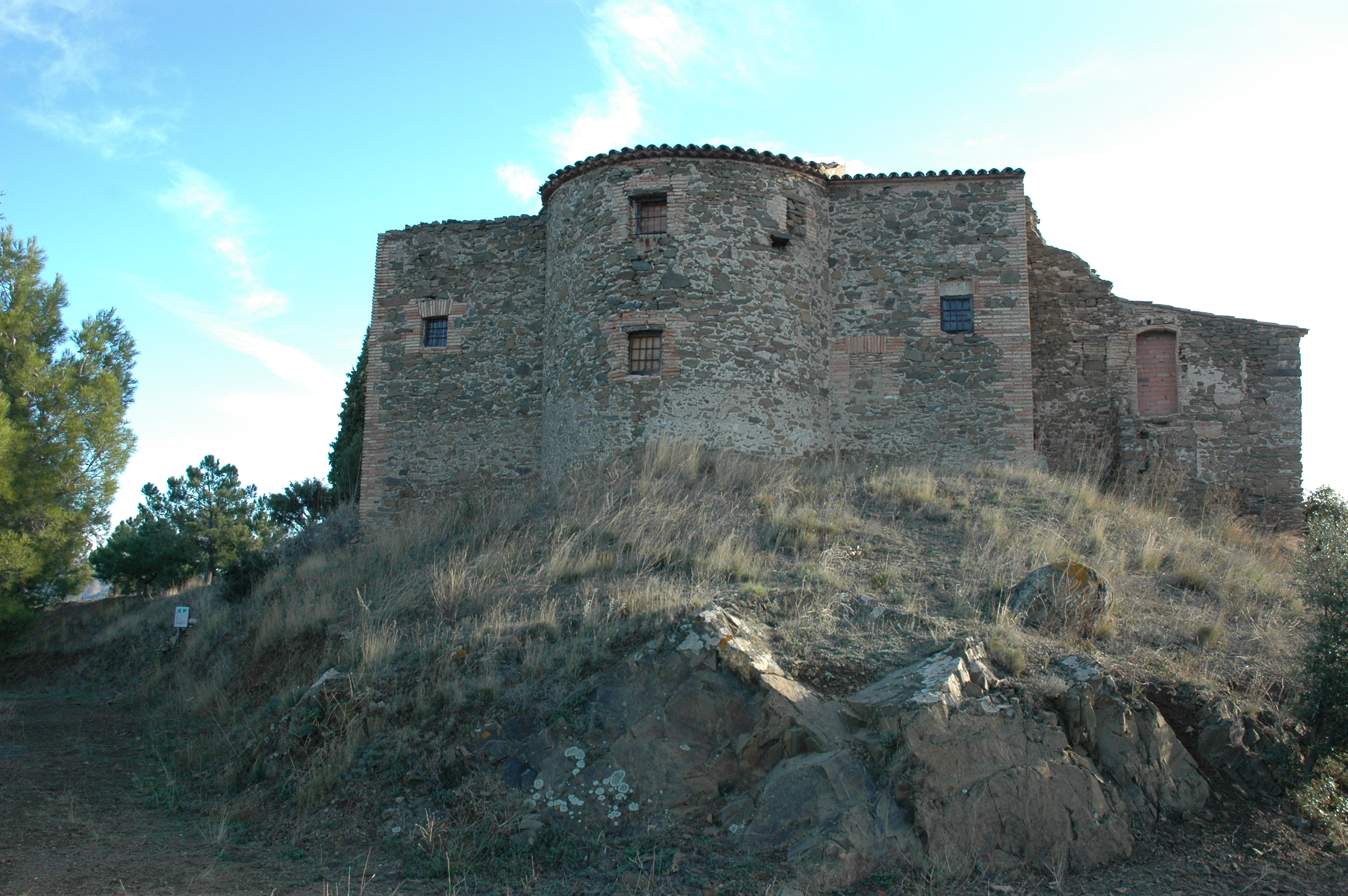
L'absis